# گمینا گانبین
گمینا گانبین (به لهستانی:  Gmina Gąbin) یک گمینا در لهستان است که در شهرستان پوتسک، استان ماسوویان واقع شده‌است.
 گمینا گانبین ۱۴۶٫۷۱ کیلومتر مربع مساحت و ۱۰٬۸۵۸ نفر جمعیت دارد.